# ماينهارد نيمر
ماينهارد نيمر (Meinhard Nehmer) هو لاعب أولمبي لرياضة زلاجة جماعية من ألمانيا الشرقية. شارك في الأولمبياد الشتوي في 1976–1980، وفاز بما مجموعه 4 ميداليات.

## الميداليات
| ذهب | فضة | برونز | المجموع |
| 3   | 0   | 1     | 4       |

## روابط خارجية
- ماينهارد نيمر على موقع اللجنة الأولمبية الدولية (الإنجليزية)
- ماينهارد نيمر على موقع أوليمبيديا (الإنجليزية)